# Călătorii în lumi paralele
Călătorii în lumi paralele (titlu original: Sliders) este un serial de televiziune american științifico-fantastic care a fost transmis în premieră timp de 4 sezoane din 1995 până în 2000. În România, serialul a fost difuzat de Prima TV în anul 2003. 
Serialul prezintă un grup de călători care folosesc o gaură de vierme pentru a se muta ("slide") între diferite universuri paralele. 
A fost creat de Robert K. Weiss și Tracy Tormé. Tormé, Weiss, Leslie Belzberg, John Landis, David Peckinpah, Bill Dial și Alan Barnette au fost producători executivi în perioade diferite ale producției. Primele două sezoane au fost produse în Vancouver, Columbia Britanică, Canada. A fost filmat majoritar în Los Angeles, California, Statele Unite în timpul ultimelor trei sezoane.
Primele trei sezoane au fost transmise în premieră de  rețeaua Fox. După ce Fox a scos serialul din grila sa de programe, a fost transmis în continuare de canalul Sci Fi de-a lungul ultimelor două sezoane. 

## Distribuție

### Personaje principale
- Quinn Mallory (sezoanele 1–4), interpretat de Jerry O'Connell
- Wade Kathleen Welles (sezoanele 1–3, vocea lui Wade in "Requiem", S5e11), interpretat de Sabrina Lloyd
- Rembrandt Lee "Crying Man" Brown (sezoanele 1–5), interpretat de Cleavant Derricks
- Professor Maximillian P. Arturo (sezoanele 1–3), interpretat de John Rhys-Davies
- Maggie Beckett (sezoanele 3–5), interpretat de Kari Wührer
- Colin Mallory (sezonul 4), interpretat de Charlie O'Connell
- Quinn Mallory (2) a.k.a. Mallory (sezonul 5), interpretat de Robert Floyd
- Diana Davis (sezonul 5), interpretat de Tembi Locke

### Personaje secundare
- Colonel Angus Rickman, interpretat de Roger Daltrey ("The Exodus" partea 1 și 2 (S3e16–17)) și Neil Dickson (episoadele "The Other Slide of Darkness", "Dinoslide", "Stoker" și "This Slide of Paradise" (S3e21, S3e23–25))
- Elston Diggs, interpretat de Lester Barrie (episoadele "Double Cross", "The Dream Masters", "Desert Storm", "Dragonslide", "Murder Most Foul", și "The Breeder" (S3e2, S3e5–7, S3e13, S3e19))
- Doctor Oberon Geiger, interpretat de Peter Jurasik (episoadele "The Unstuck Man", "Applied Physics", și "Eye of the Storm" (S5e1–2, S5e17))

## Producție

### Legătura cuLumi paralele
Au existat speculații că serialul Sliders (Călătorii în lumi paralele) a fost inspirat de Doorways (Lumi paralele). În Sliders ca și în Doorways, eroii principali sunt fugari prin lumi paralele, care poartă un dispozitiv care să le spună unde și când se deschide următoarea ușă spre un alt univers paralel. În momentul lansării Sliders, Evelyn C. Leeper a remarcat asemănările cu Doorways. Ca răspuns la zvonurile conform cărora creatorul Sliders, Tracy Tormé, ar fi depus o cerere pentru o lucra ca scenarist la Doorways, Martin a clarificat acest lucru într-o postare din 1995 pe serviciul online GEnie în care afirmă că agentul lui Tormé a întrebat despre acest post de lucru, în timp ce Tormé a negat orice legătură între Sliders și Doorways.

## Legături externe
- Călătorii în lumi paralele pe Cinemagia.ro
- Sliders pe Curlie
- Călătorii în lumi paralele la Allmovie
- Călătorii în lumi paralele la Internet Movie Database
- Călătorii în lumi paralele la TV.com
- „Sliders”. Official site (Sci Fi Channel). Arhivat din originalul de la 6 februarie 2005. Accesat în 9 iulie 2013.

Format:Sliders